# Скальные прыгуны
Скальные прыгуны (лат. Chaetops) — род насекомоядных или всеядных птиц средних размеров, составляющий монотипичное семейство Chaetopidae. Два вида, скальный прыгун (Chaetops frenatus) и Chaetops aurantius, являются постоянными эндемиками Южной Африки. Скальный прыгун населяет Западно-Капскую и юго-запад Восточно-Капской провинций, а Chaetops aurantius распространён в нагорье Лесото и прилегающих к нему районах Южной Африки. Оба прыгуна рассматриваются как отдельные виды, отличаясь размерами и оперением. Ареалы не пересекаются, но находятся очень близко друг к другу.

## Таксономия и систематика
Изначально эти птицы находились в семействе дроздовых, затем их причисляли к славковым и тимелиевым, однако последнее исследование ДНК показывает, что на самом деле они относятся к базальной группе воробьиных, а их ближайшими родственниками оказываются лысые вороны, куда иногда помещают скальных прыгунов.

## Описание
У этих мелких птиц, в основном, коричневое и рыжее оперение. Оба вида имеют длинный, белый согнутый чёрный хвост, чёрное горло, широкие белые линии вдоль головы, рыжеватое или оранжевое брюшко и огузок, а также серые узорчатые спину и крылья. Радужная оболочка красная, а клювы и ноги чёрные. Птицы не очень часто летают из-за очень маленьких крыльев. 

## Образ жизни
Во время поисков пищи птицы обычно бегают и прыгают среди камней и травы. Рацион птиц включает различных насекомых. Также они охотятся на пауков, ящериц, скорпионов, земноводных, кольчатых червей.
Птицы моногамны и занимают участки обитания, которые защищают круглый год. Площадь участка обитания скального прыгуна варьируется от 4 до 11 га. У обоих видов есть «помощники», как правило, молодые особи из предыдущих выводков, воспитывающие новое поколение их родителей. Гнездо строится из травы на земле. В кладке у скального прыгуна обычно два яйца, в кладке Chaetops aurantius — два-три. Яйца высиживают и самец и самка на протяжении 19—21 дней. Родители и помощники кормят птенцов в течение тридцати дней, хотя последние обычно покидают гнездо раньше этого срока.